# サギノー郡 (ミシガン州)
サギノー郡（英: Saginaw County）は、アメリカ合衆国ミシガン州の郡である。人口は19万0124人（2020年）。郡庁所在地はサギノーであり、同郡で人口最大の都市である。サギノー郡は1822年9月10日に創設され、1835年2月9日に完全に組織化された。
「サギノー」という郡名は、サギノー川河口に住んでいたソーク族インディアンを指すものと考えられるインディアンの言葉である。別の説ではソーク族が住んでいたので「ソークの町」を意味する'Sace-nong' あるいは 'Sak-e-nong' から派生したとするものと、「出口の場所」を意味するチッペワ族の言葉 'sag' （開口部）と 'ong' （場所）だとする説がある。

## 地理
アメリカ合衆国国勢調査局に拠れば、郡域全面積は815.78平方マイル (2,112.9 km2)であり、このうち陸地808.93平方マイル (2,095.1 km2)、水域は6.85平方マイル (17.7 km2)で水域率は0.84%である。フリント/トリシティーズ地域に属している。

### 特徴的な地形
郡内には自然湖が無いが、多くの河川がある。サギノー川がその流域を作っており、ミシガン州では最大のものである。他にカス川、フリント川、シアワシー川、ティッタバワシー川がある。カス川には多くの支流があり、その一つがシアワシー国立野生生物保護区を流れるシアワシー川に流れ込む。そこから1マイル (1.6 km) 足らずでシアワシー川とティッタバワシー川が合流してサギノー川となる。シアワシー国立野生生物保護区はその全体が郡領域に含まれている。

### 交通

#### 空港
航空旅客定期便はフリーランド近くのMBS国際空港とフリントのビショップ国際空港から発着している。ブエナビスタ郡区にあるハリー・ブラウン空港も利用できる。

#### 主要高規格道路
- 州間高速道路75号線
- 州間高速道路675号線
- アメリカ国道23号線
- ミシガン州道13号線は州間高速道路69号線からサギノー市を通り、北のスタンディッシュに向かう
- ミシガン州道15号線
- ミシガン州道46号線はミトンと親指を通るロウアー半島横断道路であり、ヒューロン湖岸のポートサニラックから、サギノー湾に近いサギノー市を通り、ミシガン湖東岸のマスキーゴン市まで通じている[10]。この道路はロウアー半島を南北にほぼ二分している
- ミシガン州道47号線は郡西部の郊外部を通り、フリーランド近くのMBS国際空港に直接接続し、近くのベイ郡のアメリカ国道10号線で終わっている
- ミシガン州道52号線はオハイオ州との州境から入り、アドリアンとオウォッソを抜け、サギノー市西郊外部の州道46号線で終わっている。州都ランシングに接続する代替路でもある
- ミシガン州道54号線
- ミシガン州道57号線
- ミシガン州道58号線は州道47号線と州間高速道路675号線を接続している
- ミシガン州道81号線は州道13号線から東にケアロとカスシティを通り、サニラック郡の州道53号線で終わっている
- ミシガン州道83号線
- ミシガン州道84号線はベイシティ中心街からサギノー市の州道58号線に通じている

### 隣接する郡
- ベイ郡 - 北東
- ミッドランド郡 - 北西
- タスコラ郡 - 東
- グラティオット郡 - 西
- ジェネシー郡 - 南東
- シアワシー郡 - 南
- クリントン郡 - 南西

### 国立保護地域
- シアワシー国立野生生物保護区

## 人口動態
以下は2000年国勢調査による人口統計データである。
| 基礎データ - 人口: 200,169人 - 世帯数: 79,011 世帯 - 家族数: 52,287 家族 - 人口密度: 97人/km2（250人/mi2） - 住居数: 86,844軒 - 住居密度: 42軒/km2（109軒/mi2） 人種別人口構成 - 白人: 70.5% - アフリカン・アメリカン: 18.6% - ネイティブ・アメリカン: 0.3% - アジア人: 1.0% - その他の人種: 0.1% - 混血: 1.6% - ヒスパニック・ラテン系: 7.8% 年齢別人口構成 - 18歳未満: 23.4% - 18-24歳: 10.6% - 25-44歳: 22.9% - 45-64歳: 27.8% - 65歳以上: 15.3% - 年齢の中央値: 40歳 - 性比（女性100人あたり男性の人口） - 総人口: 93.6 - 18歳以上: 90.4 | 世帯と家族（対世帯数） - 18歳未満の子供がいる: 30.5% - 結婚・同居している夫婦: 45.4% - 未婚・離婚・死別女性が世帯主: 16.0% - 非家族世帯: 33.8% - 単身世帯: 28.2% - 平均構成人数 - 世帯: 2.44人 - 家族: 2.99人 収入と家計 - 収入の中央値 - 世帯: 41,938米ドル - 家族: 52,243米ドル - 性別 - 男性: 27,691米ドル - 女性: 16,488米ドル - 人口1人あたり収入: 21,025米ドル - 貧困線以下 - 対人口: 16.9% - 対家族数: 12.4% - 18歳未満: 24.1% - 65歳以上: 10.1% |

## 郡政府
郡政府は郡監獄の運営、地方道の維持、地方裁判所の運営、権利譲渡と抵当権設定記録など重要記録の維持、公衆衛生規制の管理、福祉など社会サービスの項目で州の施策への参加を行う。郡政委員会は予算を管理するが、法や条例を作るのは限定付き権限である。ミシガン州では、警察と消防、建設と区画割、税評価、街路維持など地方政府の大半機能は個々の都市と郡区の責任である。

## 郡区
サギノー郡は下記27の郡区に分割されている。

| - アルビー - バーチラン - ブラムフィールド - ブラディ - ブラント - ブリッジポート - ブエナビスタ・チャーター - キャロルトン - チャピン | - チェサニング - フランケンマス - フランケンマス独立市 - フレモント - ジェイムズ - ジョーンズフィールド - コックビル - レイクフィールド - メイプルグローブ - マリオン | - リッチランド - サギノー・チャーター - スポールディング - セントチャールズ - スワンクリーク - テイマス - トマス - ティッタバワシー - ジルウォーキー - ジルウォーキー独立市 |

## 都市と町

### 都市
- サギノー - 郡庁所在地、人口最大、サギノー郡区からは独立
- フランケンマス - フランケンマス郡区からは独立
- ジルウォーキー - ジルウォーキー郡区からは独立

### 村
ミシガン州法では「村」が法人化された自治体だが、それが位置する郡区とは独立でない。村民は郡区民でもある。双方に税金を払い、双方の選挙で投票する
- バーチラン - バーチラン郡区内
- チェサニング - チェサニング郡区内
- メリル - ジョーンズフィールド郡区内
- オークリー - ブラディ郡区内
- セントチャールズ - セントチャールズ郡区内、一部はブラント、スワンクリーク各郡区内

### 未編入の町
| 国勢調査指定地域 - ブリッジポート、 - ブエナビスタ - バート - フリーランド - ヘムロック - ロビングレン・インディアンタウン - シールズ | - アリシア - ブラムフィールドコーナーズ - ブラディセンター - ブラント - キャロルトン - チャピン - クローズデール | - クロウアイランド - ダイス - フェンモア - ファーガス - フォードニー - フォスターズ - フランケントロスト | - フロスト - ギャロウェイ - ガーフィールド - ジーラ - グローブトン - インディアンタウン - アイバ | - コックビル - レイクフィールド - ローンデール - レイトンコーナーズ - ルース - マリオンスプリングス - モースビル | - ネルソン - オーア - レイシー - ペインズ - パーシャルバーグ - ルーズベルト - シャタックビル | - シールズ - スワンクリーク - テイマス |

## 歴史銘板
郡内には28か所に公式の州指定歴史銘板がある。
- ブリス公園
- バート・オペラハウス / ウェリントン・R・バート
- 石炭坑 No. 8
- カッシュウェイ邸 / ベンジャミン・カッシュウェイとアドレイド・カッシュウェイ
- 第一会衆派教会
- ファウラー校舎、フレモント郡区(
- フランケンマス / セントロレンス・福音派ルーテル教会
- フランケンマス・ババリア・イン
- フリーランド・ユナイテッド・メソジスト教会
- ジョージ・ネイソン邸
- ヘス学校
- ホイト図書館
- リーミントン・スチュワート邸
- ドイツ人開拓者
- モスビル橋
- 南サギノー長老派教会
- サギノークラブ
- サギノー石油産業
- サギノー郵便局
- サギノーバレー石炭
- サギノーバレー製材業時代
- セントメアリー病院
- セントマイケル・カトリック教区
- セントポール・エピスコパル伝導所
- シュレーダー邸
- セオドア・レトキ / 子供時代の家

## 宗教
サギノー郡はローマ・カトリック教会サギノー教区に属している。